# Raytown
Raytown – miasto w Stanach Zjednoczonych, w stanie Missouri, w hrabstwie Jackson.